# Сексуальність
Сексуа́льність люди́ни — сукупність біологічних, психофізіологічних і емоційних реакцій, переживань і вчинків людини, пов'язаних з проявом і задоволенням статевого потягу. 
Сексуальність є вродженою потребою і функцією людського організму. Людина народжується з певним фізіологічним сексуальним потенціалом, далі сексуальність формується в рамках індивідуального життєвого досвіду. У цілому сексуальність людини обумовлена інтегрованою взаємодією біологічних, психічних і соціокультурних факторів.
На даний момент ВООЗ дає таке визначення сексуальності: 
центральний аспект людського життя, що охоплює стать, гендерні ідентичності та ролі, сексуальну орієнтацію, еротизм, задоволення, близькість та розмноження. Сексуальність переживається і виражається в думках, фантазіях, бажаннях, переконаннях, відносинах, цінностях, поведінці, практиці, ролях та стосунках. Хоча сексуальність і може включати всі ці прояви, не завжди всі вони обов'язково мають переживатися або виражатися. На сексуальність впливає взаємодія біологічних, психологічних, соціальних, економічних, політичних, культурних, правових, історичних, релігійних та духовних факторів.
Є дуже багато форм людської сексуальності. Сексуальність людини включає: фізіологічні, психологічні, соціальні, культурні, політичні, духовні або релігійні аспекти сексу, а також людську сексуальну поведінку. 

## Значення сексуальності
Сексуальність – це про контакт зі своїм задоволенням і бажанням, а також вміння розслабитись і довіряти партнерові. Сексуальність різноманітна і індивідуальна. Питання про сексуальність звучить як: "Чи я сексі?",  "Чи він/вона сексі?"
Сексуальність є одним з важливих рушійних факторів у пізнанні людиною себе у навколишній дійсності.
Три аспекти сексуальності:
- біологічна – фізичні аспекти пов’язані зі статевим розвитком і репродуктивною системою. Сексуальність закладається під час ембріонального розвитку. Кожна людина має генетичний набір сексуальних реакцій, активності, потреб – тобто статеву конституцію.

- емоційна – здатність будувати взаємовідносини, розуміти, переживати, відчувати пристрасть.

- соціальна – культурні та соціальні чинники, що впливають на розвиток відчуття сексуальності – освіта, релігія, норми моралі, сексуальна освіта, традиції.[2]

Сексуальність є однією з основних формуючих складових сімейного життя. Сексуальність пов’язана із поняттям лібідо, яке описав Фрейд.

## Формування сексуальності
Формування сексуальності проходить ряд етапів:
- Формування статевої самосвідомості: передумови для сексуальності закладаються ще у внутрішньоутробному житті дитини, коли закладаються основні органи та системи, які впливають на сексуальність. Рання сексуальність базується на тілесному контакті  з мамою. Згодом в дитини формується статево-рольова ідентичність, і дитина переймає поведінку тата і мами. В цей період може виникати рання випадкова мастурбація. З 3 до 6 років настає активна фаза, дитина цікавиться як вона з'явилась на світ, продовжує досліджувати своє тіло.
- Формування ґендерної/соціальної ідентичності: наступає в 10-12 років, коли формується ґендер дитини, відчуття у соціумі, співставлення та переживання згоди чи незгоди з пропонованими діями чи рішеннями.

- Формування психосексуальної ідентичності: підлітковий період пов'язаний з активним розвитком сексуальності, що складається з 3 стадій: платонічний потяг і перша закоханість, захоплення; еротичний потяг, сексуальні фантазії, цікавість до еротичної літератури; статевий акт.[4]

## Причини пригнічення сексуальності
Фактори, які негативно впливають на сексуальність:
- Травми негативно впливають на сексуальність, так як можуть пригнічувати сексуальність, зменшують здатність відчувати задоволення.[5]
- Військові конфлікти негативно впливають на сексуальність, так як є причиною різних травм.
- Сімейне виховання та відсутність сексуальної освіти, які встановлюють традиційні цінності та можуть встановлювати заборони.[6][7]
- Релігія встановлює норми вираження сексуальності.
- Соціальні норми і табу встановлюють обмеження на прояви сексуальності через соціальні та культурні норми.[8]

## Типи сексуальних культур
Зважаючи соціальний характер сексуальності, можна виділити кілька її культурних типів, що відрізняються характером допустимих проявів статевих почуттів:
- Аполлонівський тип, характерний для античного суспільства, а в сучасний період — для корінних жителів деяких островів Тихого океану. У цьому культурному типі сексуальність розглядається нарівні з іншими потребами людини (в їжі, сні і т. д.), відсутня розвинена система пов'язаних зі статевими стосунками табу та обмежень. Окремі складові частини цієї культури простежуються також у сучасних рухах натуризму, а також деяких релігійних сектах (адаміти).
- Ліберальний тип, що характеризується терпимістю щодо широкого розмаїття проявів сексуальності, відсутністю примусу до певних нормативним форм сексуального поведінки. У той же час, цей тип культури не розглядає сексуальність суворо як природну, біологічну складову життя людини, сексуальність в ньому є однією з важливих складових соціальних взаємин.
- «Культури бідності», що формуються в пролетарському та селянському середовищі, як у розвинених, так і в країнах, що розвиваються з помітним впливом патріархальних традицій. Для цієї культури характерний малий рівень поінформованості окремих суб'єктів про питання сексуальності, відсутність організованої системи сексуального виховання, у тому числі в сім'ї, ставлення до чільної ролі чоловіка та підпорядкованої ролі жінки, допустимості насильства в статевому та сімейному житті.
- Культури коханців, які характеризуються поширеністю «подвійних» моральних стандартів, які засуджують відкриті прояви сексуальності, але допускають «за закритими дверима» окремі прояви сексуальної свободи, у тому числі подружню зраду (для обох партнерів або тільки для чоловіка).
- Оргіастичні культура, абсолютизує мету досягнення задоволення як результату сексуальних відносин, і що допускають для цього всі форми сексуальної активності, у тому числі гомосексуальність, сексуальні девіації, групові форми сексуальної активності і т. д. Елементи оргіастичної культури були характерні для Давнього Риму, комуністичних сект перших століть християнства[9], придворної, аристократичної і богемного середовища Нового часу, лібертинажу, комун хіпі, а зараз вони зустрічаються в деяких міських субкультурах.
- Містичні культури, в яких сексуальна поведінка є формою реалізації релігійних і філософських приписів (даосизм, тантризм).
- Репресивні культури, які прагнуть до практично повного придушення сексуальності, що виражається у вкрай суворих заборонах на позашлюбні та дошлюбні зв'язки, відсутності системи сексуального виховання, обмеження ролі сексуальних стосунків у шлюбі продовженням роду. Вказується, що такі культури пригнічують розвиток пов'язаних з сексуальністю особистісних рис, у тому числі романтичної любові.
- Пуританська культура, яка є крайнім вираженням релігійної установки християнства на відмову від земних задоволень, в тому числі сексуальних. Для пуританської культури характерні цензурні заборони, що стосуються всіх хоча б опосередковано пов'язаних з сексуальністю тим літератури та мистецтва, і навіть медицини, поширення хибних уявлень про шкоду сексуальних відносин (наприклад, про те, що мастурбація викликає імпотенцію, сліпоту, оволосіння долонь), жорстокі методи заходу сексуальних переживань у підлітків, встановлення кримінальної відповідальності за окремі різновиди сексуальних практик. Пуританська культура з'явилася в XVII столітті в Англії, розквіт її зв'язується з правлінням королеви Вікторії в XIX столітті («вікторіанства»), пізніше вона розповсюдилася в Європі та США. Позиції пуританської культури в західній цивілізації були дуже ослаблені сексуальними революціями в XX столітті, однак в окремих країнах її вплив продовжує залишатися досить високим.